# Lingua norvegese
Il norvegese (nome nativo: norsk, pronuncia : /ˈnɔʂːk/ o /ˈnɔʁsk/ a seconda della zona) è una lingua appartenente al sottogruppo delle lingue germaniche settentrionali, parte del gruppo delle lingue germaniche e della famiglia delle lingue indoeuropee.
Nel 2022 era parlata da 5,3 milioni di locutori totali.
Il norvegese si caratterizza per il fatto di possedere due diverse forme scritte, entrambe riconosciute ufficialmente in Norvegia: il Bokmål e il Nynorsk.
- Il Bokmål (lingua dei libri) viene utilizzato dalla maggioranza della popolazione ed è basato sul danese scritto. Il danese infatti fu la lingua ufficiale della Norvegia per molti secoli, durante l'unione personale con la Danimarca (vedi anche: Storia della Norvegia).
- Il Nynorsk (nuovo norvegese), usato dal resto della popolazione, è stato creato da Ivar Aasen dall'unione di molti dialetti rurali, soprattutto delle aree della costa occidentale.

La definizione di «lingua» nel contesto norvegese è abbastanza diversa da quella che si assume nel mondo romanzo; per esempio per «lingua italiana» si intende una certa forma scritta, da pronunciarsi in un certo modo; eventuali deviazioni sono considerate errori, imperfezioni o dialetti locali. In norvegese, l'uso di un dialetto, inteso come varietà locale della lingua, è comunemente accettato, anche nei contesti pubblici (discorsi politici, lezioni universitarie, etc.), e anch'esso viene considerato corretto. I dialetti norvegesi sono molto diversi fra loro, quelli della costa occidentale addirittura si avvicinano alla lingua islandese. Per questo motivo si è evitato di uniformare forzatamente un così vasto panorama linguistico.
In norvegese, sia Bokmål che Nynorsk sono considerate accettabili. I comuni norvegesi possono decidere indipendentemente se scegliere l'una o l'altra forma come lingua scritta ufficiale. Molti comuni (tra cui molti di grandi dimensioni, come Oslo) decidono di rimanere però neutrali e accettare sia il bokmål che il nynorsk; anche a scuola vengono insegnate entrambe le varietà, tuttavia si può scegliere quale delle due insegnare per prima.

## Alfabeto
L'alfabeto norvegese è composto da 29 lettere:
| Lettere maiuscole | Lettere maiuscole | Lettere maiuscole | Lettere maiuscole | Lettere maiuscole | Lettere maiuscole | Lettere maiuscole | Lettere maiuscole | Lettere maiuscole | Lettere maiuscole | Lettere maiuscole | Lettere maiuscole | Lettere maiuscole | Lettere maiuscole | Lettere maiuscole | Lettere maiuscole | Lettere maiuscole | Lettere maiuscole | Lettere maiuscole | Lettere maiuscole | Lettere maiuscole | Lettere maiuscole | Lettere maiuscole | Lettere maiuscole | Lettere maiuscole | Lettere maiuscole | Lettere maiuscole | Lettere maiuscole | Lettere maiuscole |
| ----------------- | ----------------- | ----------------- | ----------------- | ----------------- | ----------------- | ----------------- | ----------------- | ----------------- | ----------------- | ----------------- | ----------------- | ----------------- | ----------------- | ----------------- | ----------------- | ----------------- | ----------------- | ----------------- | ----------------- | ----------------- | ----------------- | ----------------- | ----------------- | ----------------- | ----------------- | ----------------- | ----------------- | ----------------- |
| A                 | B                 | C                 | D                 | E                 | F                 | G                 | H                 | I                 | J                 | K                 | L                 | M                 | N                 | O                 | P                 | Q                 | R                 | S                 | T                 | U                 | V                 | W                 | X                 | Y                 | Z                 | Æ                 | Ø                 | Å                 |
| Lettere minuscole |                   |                   |                   |                   |                   |                   |                   |                   |                   |                   |                   |                   |                   |                   |                   |                   |                   |                   |                   |                   |                   |                   |                   |                   |                   |                   |                   |                   |
| a                 | b                 | c                 | d                 | e                 | f                 | g                 | h                 | i                 | j                 | k                 | l                 | m                 | n                 | o                 | p                 | q                 | r                 | s                 | t                 | u                 | v                 | w                 | x                 | y                 | z                 | æ                 | ø                 | å                 |

In principio sono elencate tutte le vocali e dittonghi in pronuncia standard, in seguito si trovano tutte le consonanti e i digrafi o cluster con la lettura irregolare o con una varietà di pronuncia.

### Pronuncia
| Lettera/dittongo/digrafo | Pronuncia IPA    | Descrizione |
| Vocali | Vocali           | Vocali |
| --- | ---------------- | --- |
| A, a | /ɑ/              | A di albero, aperta (cioè con la bocca molto spalancata) e dal timbro gutturale e posteriore invece che centrale. |
| AI, ai | /ɑɪ/             | AI di airone, in prestiti. |
| AU, au | /æu/             | Secondo la pronuncia italiana standard, EU di Europa con la E ancora più abbassata verso la A. |
| E, e | /e~æ/ oppure /ə/ | Dalla E di me (seconda la pronuncia italiana standard) alla E (sempre secondo l'italiano standard) di bene Se non è accentata tende a ridursi, diventando un suono pressoché identico alla vocale neutra scevà. Per pronunciarla basta immaginare di declamare l'alfabeto togliendo le vocali dal nome delle parole ("b, c, d, f, ..." invece di "bi, ci, di, effe, ..."). Un esempio con scevà è la parola "time" ("ora <di orologio>"). |
| EE, ee | /e:/             | E di enorme, con un fugace allungamento vocalico. Un esempio è "ideel" (ideale, agg.). |
| EI, ei | /æɪ/             | AI di tornai. Il primo suono si imita molto bene se si pronuncia la /e/ con la bocca spalancata in posizione di "a". Quindi, è una "e" (come d'altronde si trova scritta in grafia) vagamente simile a una "a" aperta. Un esempio è "nei" ("no"). |
| -EG(-), -eg(-) | -/ei/            | Ei di caffeina, reperibile sia isolato a fine parola sia in mezzo. È quindi un falso amico perché diventa dittongo con la mutazione di "g" in una "i" semivocalica. Un esempio è "jeg", che vuol dire "io". |
| Æ, æ | /æ/              | E di enorme, con la bocca abbastanza spalancata. |
| Ø, ø | /ø/              | U dell'inglese surf, chiusa e procheila (cioè si arrotondano le labbra). Il suono si trova anche nel prestito "karri" (curry), che infatti è un falso amico perché si pronuncia con il suono /ø/. |
| I, i | /i/              | I di illuminare. |
| II, ii | /i:/             | I di illuminare, con un fugace allungamento vocalico. È molto rara e si trova per esempio in "friidrett" (atletico). |
| GI-, gi- | /j/              | Pressoché identica a I di Iugoslavia: si tratta di una semivocale, che nelle varie lingue serve a formare i dittonghi (ex. Iato). Esempi: "gi" (dare). Le tre eccezioni sono "gissel" (ostaggio), "gitter" (inferriata) e "gitar" (chitarra), in cui si pronuncia /gi/, g dura come nell'italiano "gomma". Nei nomi di discipline, che sono tutti prestiti, e in dei nomi comuni che in italiano finiscono in "-gia", si pronuncia sempre /'gi/ (g dura) accentando l'ultima vocale. Svariati esempi sono "biologi, energi, geologi, fysiologi, psykologi, zoologi, teologi, antologi, arkeologi".                                                                              |
| GY, gy | /jy/             | I di Iugoslavia, che si arrotonda progressivamente, dove "y" tende a somigliare una "u" chiusa, come nel francese "lune". Due esempi sono "gyolig" (valido) e "gynge" (dondolare). |
| -IG, -ig IGH, igh | -/ij/            | I di illuminare seguita da I di Iugoslavia. Quasi tutti gli aggettivi in norvegese finiscono con questa codina. L'eccezione è il nome comune "krig" (guerra), in cui si pronuncia /ig/. Pure il cluster IGH, seguito da vocale, segue la trasformazione e perde l'aspirazione: la H con la sua presenza non modifica nulla. |
| -ØG(-), -øg(-) | -/øj/            | EI di porterei, con finale la I di Iugoslavia. Reperibile sia a fine parola che in mezzo. Un esempio è "løgn" (bugia). Si disambigua che in -AG, -OG, -UG, -IGG- e EGG- la /g/ (G di galera) non subisce mutazioni. In più, negli ultimi casi, non si potrà mai addolcire in /j/ perché è doppia. |
| Y, y | /y/              | U chiusa. Non presente nell'italiano poiché suono tipicamente germanico. Si pronuncia come la U del francese "lune" o come la Ü del tedesco Blüte (fiore). Rimane invariata rispetto alla pronuncia originale nei prestiti da lingue straniere, come in "hobby", in cui si pronuncia /i/. |
| ØY, øy | /øy/             | EI di caffeina, con le labbra arrotondate per tutta la durata del dittongo. |
| O, o | /ɔ/ oppure /u/   | Si pronuncia O di orso, con le labbra arrotondate e aperte (cioè con il dorso della lingua molto distante dalla zona tondeggiante del palato). In altre occasioni, si pronuncia U di unanime. Per una trattazione esaustiva e comprensiva di svariate eccezioni vedi avanti. |
| OI, oi | /ɔy/             | OI di corridoi, tutto con le labbra arrotondate |
| Å, å AA, aa | /ɔ/              | O di orso, aperta. La prima grafia, presente per esempio in "bokmål", è un falso amico di "a". La seconda è una grafia ormai arcaica dello stesso suono, sostituita con la prima grafia, che deriva dallo svedese antico. Questa seconda grafia tuttavia è ancora consueta quando si scrivono i nomi comuni di persona che contengono questo suono. |
| U, u | /ʉ/              | U chiusa, come nel francese "lune". |
| UI, ui | /ʉɪ/             | UI di intuito, con il dorso della lingua spinto in avanti. È estremamente raro. |
| Ô, ô | /u/              | U di udito, arrotondata. Compare raramente e un esempio è "fôr" (mangime) |
| OO, oo | /u:/             | U di udito, arrotondata e con un fugace allungamento vocalico. È molto rara e si trova per esempio in "zoo", /su:/. |
| Consonanti |                  | |
| B, b | /b/              | B di balena, sonora. In generale, se la consonante si trova scritta due volte, si raddoppia come in italiano (ex. "jobb", "occupazione, lavoro, mestiere"). |
| CA, ca CO, co CU, cu CK, ck | /k/-             | C di cane / K di koala, sorda. Si trovano in prestiti. |
| CE, ce CI, ci CY, cy | /s/-             | S di sale, sorda. Si trova in prestiti. |
| SH, sh SC, sc CH, ch | /ʃ/              | Sc di scena, sorda. Si trova in prestiti come "milk-shake" e "champagne". |
| D, d | /d/              | D di dado, sonora. |
| F, f | /f/              | F di Francia, sorda. |
| G, g | /g/              | G di gallo, sonora. |
| H, h | /h~x/            | H dell'inglese have, ben sentita pure se sorda. In alcuni dialetti o in corrispondenza di vocali posteriori (ex. "hu") l'aspirazione si plasma come una "c" di cane ma senza contatto tra organi. Nel cluster HV- e HJ- cade (vedi avanti). |
| J, j | /j/              | I di iato, semivocalica. L'eccezione è il prestito francese "journal" (giornale) e nei suoi derivati, in cui si pronuncia /ʒ/ come in francese. Questa vocale si può combinare con tutti i principali suoni vocalici dell'alfabeto norvegese per creare i dittonghi. Dunque, compare nelle combinazioni JA, JE, JI, JO, JÅ, JØ, JÆ, JU e anche nel trittongo JAU. |
| GJE, gje GJØ, gjø GJÆ, gjæ | /j/-             | I di iato, semivocalica, idem se seguita da un intero dittongo iniziante per quella semivocale. Si tratta di un falso amico. Due esempi sono "igjen" (ancòra) e "gjøre" (fare) |
| KA, ka KE, ke -KE, -ke /ə/ KO, ko KÅ, kå KU, ku KØ, kø | /k/-             | K di koala / C di cane, sorda. Si può anche sentire aspirata, cioè con uno sbuffo d'aria che accompagna il suono. |
| L, l | /l/              | L di lato, sonora. |
| LD, ld | /ll/             | LL di palla, sonora. Dunque, in questo cluster, è presente un'assimilazione. Questa mutazione vale a prescindere, pure quando il cluster si trova a fine parola. |
| M, m | /m/              | M di mano, sonora. |
| MF, mf | /ɱf/             | NF di anfora: la /m/ si assimila e si pronuncia non con le labbra serrate, ma con l'arcata dentaria superiore poggiata al labbro inferiore. |
| N, n | /n/              | N di nave, sonora. |
| NB, nb | /mb/             | MB di tromba. La /n/ si assimila alla consonante davanti, mutando in /m/. |
| NK, nk | /ŋk/             | NC di panca. La /n/ cioè si assimila alla consonante successiva nella parlata rapida. Un esempio è "tenke", "pensare". |
| NG, ng | /ŋ/              | NG dell'inglese king, sonora. Non si sente nessuna "-g" di rilascio, ovviamente. Un esempio è "langt", "lontano". Questo cluster si può trovare anche a fine parola. |
| GN, gn | /ŋn/             | Per pronunciare il cluster bisogna affiancare il suono appena descritto a una N di nave. In altre parole, la G- in questo contesto si addolcisce, divenendo un suono nasale sonoro. |
| ND, nd | /nn/             | NN di anno. È un falso amico, sia che si trovi in mezzo che a fine parola (ex. sekund, "secondo") |
| P, p | /p/              | P di pane, sorda. Si può sentire aspirata. |
| QU, qu | /kv/             | CV di cova. È in prestiti ed è anche un falso amico. |
| R, r | /r~ɾ/ oppure /ʁ/ | R di carro, sorda e vibrante tre volte se doppia. Se intervocalica è monovibrante, come in arare. Tuttavia in alcune pronunce dialettali si può effettuare con la radice della lingua che si avvicina all'ugola (il pendaglio appeso sopra la gola e in fondo alla bocca) e la fa vibrare. |
| RN, rn | /ɳ/              | N di nave, cacuminale/retroflessa sonora. La punta della lingua indietreggia e si arrotola nell'incavo del palato. La retroflessione avviene anche se un simile cluster è a fine parola. Se invece la "r" si pronuncia in zona uvulare, non avviene nessuna retroflessione. |
| RT, rt | /ʈ/              | T di tavolo, retroflessa sorda. Idem. |
| RL, rl | /ɭ/              | L di lato, retroflessa sonora. Idem. |
| RS, rs | /ʂ/              | S di sole, retroflessa sorda. Idem. |
| RD, rd | /ɖ/              | D di dado, retroflessa sonora. Idem. |
| SA, sa SE, se -SE, -se /ə/ SØ, sø SO, so SÅ, så SU, su SY, sy                                                                                             | /s/-             | S di sole, sorda. |
| SJA, sja SJE, sje SJI, sji SJO, sjo SJØ, sjø SJÅ, sjå SJU, sju -SJ, -sj SKI, ski SKJE, skje SKJO, skjo SKJØ, skjø SKJU, skju SKY, sky SKØ, skø SKØY, skøy | /ʃ/-; /ɕ/-;      | SC di scienza; in più, il cluster/digrafo "SK-" quando è seguito dalle consonanti anteriori indicate si pronuncia a prescindere SC di scienza, ma in più la punta della lingua è spinta molto più in avanti, si palatalizza fortemente. In altre parole, si pronuncia "sc" con la lingua in posizione di "gn" di gnomo. Due esempi sono "skjønner" ("capire") e "skyter" ("sparare"). In generale, tutte le vocali anteriori con cui avviene questa mutazione sono tutte quelle anteriori eccetto "e" (ex. "vanskelig", "difficile"). Le altre ovviamente non sono toccate dal fenomeno (ex. skal, che vuol dire preposizione "a" +complemento di termine; "skolen", "scuola"). |
| SKA, ska SKE, ske -SKE, -ske /ə/ SKO, SKO SKÅ, skå -SK, -sk                                                                                               | /sk/-            | SC di scala. Tutto il cluster è sordo. |
| TA, ta TI, ti TU, tu TE, te TO, to TØ, tø TÅ, tå -TE, -te /ə/ -T, -t                                                                                      | /t/-             | T di tavolo, sorda. Si può sentire aspirata. L'eccezione in cui non si pronuncia a fine parola è il prestito "bidet" (il bidè~il bidet). |
| SI, si TJE, tje TJÆ, tjæ KJ, kj KI, ki; KY, ky | /ɕ/-             | SC di scienza, molto palatalizzata. Anche la "K-"se seguita da queste vocali anteriori si trasforma. In particolare, sono quelle più alte (la /e/ infatti è più bassa di /i/). Due esempi sono "kjeft" (chiudere) e "kyss" (bacio). Il cluster nelle parole "tjene" e "tjeneste" e "tjære" (fare un favore, guadagnare, catrame) nella parlata di Oslo resta /tj/- . Bisogna stare attenti all'ortografia e non confondere i cluster TJ e KJ e SKJ. |
| STJE, stje | /stje/           | STIE di bestie: si disambigua che non avviene alcuna trasformazione. Due esempi sono "stjele" e "stjerne" (rubare, stella). |
| TS, ts | /t͡s/             | Nella parlata rapida, si sente z di zanzara, sordo. |
| SL, sl | /sl~ʃl/          | SL di slitta, ma nella pronuncia colloquiale di Oslo si può sentire SCL di scialuppa. |
| QU, qu KV, kv | /kv/             | CV di alcova. Questo cluster si trova molto più spesso come nella seconda forma ed è solo nei prestiti. |
| V, v | /v/              | V di vela, sonora. In alcune pronunce, il contatto tra arcata dentale superiore e labbro inferiore più essere più blando. |
| W, w | /v/              | V di vela, sonora. È in prestiti. |
| HV-, hv- | /v/              | V di vela, sonora: in questo cluster, l'aspirazione iniziale cade. Si trova spesso nelle interrogative come hva, "cosa?", "hvor", "dove?", "hvorfor", "perché?", "hvem", "chi?". |
| HJ, hj | /j/              | I di iato, semivocalica. L'aspirazione iniziale cade. Cade anche in SHJ-, shj- seguito da vocale: diventa /sj/ non palatalizzato. Cade anche in IGHJ-, ighj- seguito da vocale: diventa /ij/, senza raddoppio della semivocale. |
| X, x KS, ks | /ks/ oppure /ʃ/  | CS di clacson, in prestiti. Se a inizio parola, è a prescindere "SC" di scienza. Quando si pronuncia /ks/, si trova più spesso scritta come KS. |
| Z, z | /s/              | S di sole. È in prestiti ed è anche un falso amico. |

L'accento cade sulla prima sillaba, tranne se la parola inizia con il prefisso "be-" oppure "for-": in tal caso, si sposta sulla seconda. Nei prestiti, di solito cade sull'ultima.
In alcune parole, per disambiguare le omografie con diversi significati, ci possono essere più versioni con i diacritici. Si hanno fino a quattro casi: parole senza diacritico, accento grave, accento acuto e accento circonflesso. Quattro esempi sono: for (preposizione), fòr (sostantivo #1) fór (verbo), fôr (sostantivo #2).

## Pronuncia della "O"

### Parole polisillabiche
| Casistica                                                                                                   | Pronuncia IPA | Esempi ed eccezioni in norvegese |
| --- | ------------- | --- |
| O + 2 consonanti + raddoppio consonantico + gruppo retroflesso + ng /ŋ/ + gruppo avente da due membri in su | /ɔ/           | Bevokte, kokk, kokke, foster, klosset, abnorm, abort, voksen, trompet, katolsk, rekord, klokke, barokk, bankerott, monter, ankomme, hofte, fossil, modne, morgen, forme, okto/u/ber, torsdag, optimisktik, grotte, ambolt, tolke, orkester, organisme, offisiell, orkan, konto/u/r, kopper, proppe, rotte, reform, snorke, salong, voldta, nonne, kloster, postkort, blotte, doktur, utforske. !!! Sebbene le parole "kollektiv, konsonant, konsul" seguano la regola esposta, tutte le altre parole per "kom-, kor- kon-" hanno pronuncia in /u/: kombinasjon, kommunal, kompetanse, kompliment, konsert, kontrakt, korrekt, konflikt. !!! Eccezioni varie in cui si pronuncia /u/: mottakelse, eksportere, bombe, okse, skjorte, Oslo /uslu/, demokratisk, modne, onsdag, onkel, plomme, lomme, hoste, o/u/perasjon, uberbodd.                                                                                              |
| O in dei prefissi diffusi, parole molto usate e qualche suffisso                                            | /ɔ/           | Opp, som, om, og, dom, nok. Opp-, for-, om-, dom-, ufor-, fore-. -som, -for; -og in polisillabi (ex. katalog, monolog). |
| -O a fine parola (a prescindere)                                                                            | /u/           | Tro, piano, kakao, fiasko, to, kano, konto, bro, moro, kro, glo, sko, ro, bo, dato, ditto, ekko, kilo, kino, konto, sjampo, zoo. |
| O +1 sola consonante                                                                                        | /u/           | Oker, novelle, modifisere, moderne, moderat, melodi, marmor, diagnose, spole, improvisere, limonade, økonomi, arkeologi, grusom, skobutikk, kanon, prosent, anonym, rose, november, narkutisk, deodorant, jovial, pistol, motor, nikotin, notar, oliven, lenestol, parodi, mimose, kolikk, hvor?, bopel, dokument, erotisk, epoke, impresjonisme, filosofi, melon, fonetisk, dekorere, horoskop, oval, mandolin, ansjos, overflod, sitron, atom, politi, kone, nasjon, oberst, koke, diplom, koloni, introduksjon, ikon, tomat, ironi, eksplodere, profetisk, opera, rolig, potet, patriot, romantisk, tobakk, sofa, soldat, torden, tortur, termometer, protest, protein, politikk, pomade, populær, problem, protokol, novelle, oker, kroket, petroleum, honorar, oleander. !!! Eccezioni in cui si pronuncia sempre /ɔ/: telefon, love, toga, olje, pullover, folflore, sove, orientalisk, obektiv, lotion, biskop, svoge. |

### Parole monosillabiche
| Casistica                             | Pronuncia IPA | Esempi ed eccezioni in norvegese |
| ------------------------------------- | ------------- | --- |
| O +1 consonante                       | /u/           | Tom, rot, bot, krok, pol, ror, kor, skog, mot, bror, sot, rom, spor, god, flod, bok, ros, mor, plog, blod. !!! Eccezioni in cui si pronuncia /ɔ/: tog, grov, jod, lov. A questi si aggiungono i monosillabi molto diffusi, che si leggono così come si scrivono: opp, som, om, og, dom, nok. |
| O + gruppo retroflesso                | /u/           | Hjort, horn, korn, ord, nord, bort, bord, mord, sort, jord, fjord, torn. !!! Eccezioni in cui si pronuncia /ɔ/: kort, kors. |
| O + gruppo avente da due membri in su | /ɔ/           | loft, kork, front, kost, sorg, folk, ovn, blomst, troll, norm, stolt, frost, boks, torsk, torn, voks, vold, kost, orm, norsk, storm, trost, stork, golf, tolk, post. !!! Eccezioni in cui si pronuncia /u/: pomp, ond.                                                                       |
| O + raddoppio consonantico            | /ɔ/           | Slott, stokk, stoff, tross, flokk, stopp, knopp, kropp, sokk, topp, lokk, foss, propp, sott, tonn, toll, kopp, hopp. |
| -O a fine parola (a prescindere)      | /u/           | Tro, piano, kakao, fiasko, to, kano, konto, bro, moro, kro, glo, sko, ro, bo, dato, ditto, ekko, kilo, kino, konto, sjampo, zoo. |

### Parole composte
Nelle parole composte, la pronuncia non presenta particolarità: quando si conosce la pronuncia delle due singole parole in isolamento, si affiancano senza che ci siano variazioni e alterazioni di alcun tipo. Accade lo stesso fenomeno anche con i prefissi, che hanno la pronuncia fissa come già indicato.
Ex. Dagbok, bokmål, ordbok, ordspråk, bokstav, vannmelon, gudmor, perlemor, tallord, domstol, fotspor, nordøst, nordisk, passord, bestemor.

## Premi Nobel per la letteratura di lingua norvegese
- Bjørnstjerne Bjørnson (1903,  Norvegia)
- Knut Pedersen Hamsun (1920,  Norvegia)
- Sigrid Undset (1928,  Norvegia)
- Jon Fosse (2023,  Norvegia)